# 小倉ありす
小倉 ありす（おぐら ありす、1985年10月6日-）は、日本の元AV女優。

## 略歴・人物
2003年4月30日に宇宙企画より『ありすの純情』でデビュー。宇宙企画で18本の作品に出演した。
2004年11月11日、S1 No.1 Styleより『あなたのオナニーのために』でセルデビュー。
2005年6月24日発売の『フライデー』にて引退を発表。同年7月に小倉ありすDVD『メモリアル』（限定500枚）を発売、同年9月末に公式ホームページが閉鎖された。
2006年12月末ごろからチャットサイト DXLIVE への出演が確認されている。
趣味・特技はゲーム、バドミントン。

## 出演作品

### アダルトビデオ
2003年
- ありすの純情 （4月30日、宇宙企画）
- 制服のひ・み・つ （5月25日、宇宙企画）
- 18歳はあまえんぼう （6月22日、宇宙企画）
- 不思議の国のありす （7月22日、宇宙企画）
- 妹のスクール水着 （8月26日、宇宙企画）
- ありすのミニモミ。 FUCKだぴょん! （9月21日、宇宙企画）
- 若奥様は女子校生 （10月26日、宇宙企画）
- 小倉ありすのラブラブ♥旅行 （11月24日、宇宙企画）
- ありすの贈りもの （12月19日、宇宙企画）

2004年
- 泣き虫いじめられっ娘 （1月23日、宇宙企画）
- おねだりクリニック （2月20日、宇宙企画）
- ぼくのペット （3月21日、宇宙企画）
- 小倉ありすチャンネル （4月25日、宇宙企画）
- エッチな妖精 （5月23日、宇宙企画）
- 魔女っ娘ありすちゃん （6月20日、宇宙企画）
- 萌え萌えアイドル （7月18日、宇宙企画）
- ZOOM （8月22日、宇宙企画）
- Angel （9月26日、宇宙企画）
- あなたのオナニーのために （11月11日、S1 No.1 Style）
- 学校でセックスしよっ♥ （12月11日、S1 No.1 Style）

2005年
- 僕だけのご奉仕ANGEL （1月11日、S1 No.1 Style）
- カワイイ妹のはげましとセックス （2月11日、S1 No.1 Style)
- ギリギリモザイク （3月11日、S1 No.1 Style）
- かわいい小悪魔の淫語あそび （4月11日、S1 No.1 Style）
- ありすはエッチな寮母さん♥ （5月7日、S1 No.1 Style）
- お願い♥ありすのHなおねだり （6月7日、S1 No.1 Style）
- 6つのコスチュームでパコパコ! （7月7日、S1 No.1 Style）
- おまんこスペシャル （8月7日、S1 No.1 Style）
- いつかまたHしようね （9月7日、S1 No.1 Style）
- S1ガールズコレクション 小倉ありすCOLLECTION 1 （5月19日、S1 No.1 Style） ※総集編
- ハイパーギリモザ8時間 小倉ありす （6月7日、S1 No.1 Style） ※総集編
- Alice Memorial（11月17日、マダム探偵局/フォーエバー）※総集編

2012年
- 小倉ありす エスワン12時間コンプリートベスト（4月19日、S1 NO.1 STYLE）※総集編

## ディスコグラフィ
- For Friends （2003年12月10日、FL@P RECORDS）
- ぷらちなちゅ （2004年7月22日、FL@P RECORDS）

## 書籍

### 写真集
- ありすの部屋  （2003年4月、英知出版）- 撮影:藤田健五
- 真夏の国のありす （2003年7月、英知出版） - 撮影:田村浩章
- Nude Voice （2003年12月、英知出版） - 撮影:塚田一徳
- コスプレ15変化 （2004年6月、英知出版）- 撮影:杉本健一
- ビーだま （2005年2月、竹書房） - 撮影:落合遼一
- LOVE× #10 （2005年7月、メディア・クライス）